# Cantone di Espelette
Il Cantone di Espelette era una divisione amministrativa dell'arrondissement di Bayonne.
È stato soppresso a seguito della riforma complessiva dei cantoni del 2014, che è entrata in vigore con le elezioni dipartimentali del 2015.
Comprendeva i comuni di:
- Ainhoa
- Cambo-les-Bains
- Espelette
- Itxassou
- Louhossoa
- Sare
- Souraïde